# كاترين فيشر
كاترين فيشر (بالإنجليزية: Catherine Fisher)‏ هي كاتبة للأطفال وكاتِبة بريطانية، ولدت في 28 أكتوبر 1957 في نيوبورت في المملكة المتحدة.

## وصلات خارجية
- الموقع الرسمي
- كاترين فيشر على موقع IMDb (الإنجليزية)